# بخش پینت (شهرستان مدیسون، اوهایو)
بخش پینت (به انگلیسی: Paint Township) یک منطقهٔ مسکونی در ایالات متحده آمریکا است که در شهرستان مدیسون، اوهایو واقع شده‌است.
 بخش پینت ۹۵٫۰ کیلومتر مربع مساحت و ۵۶۵ نفر جمعیت دارد و ۳۳۴ متر بالاتر از سطح دریا واقع شده‌است.